# تامارا سارگسیان
تامارا فادیی سارگسیان (ارمنی: Թամարա Ֆադեի Սարգսյան؛ انگلیسی: Tamara Sargsyan؛ زادهٔ ۵ فوریهٔ ۱۹۵۱) پزشک ژنتیک، استاد اهل ارمنستان است.

## زندگی‌نامه
وی در ۵ فوریهٔ ۱۹۵۱ در مسکو به دنیا آمد و از دانشگاه پزشکی دولتی ایروان فارغ‌التحصیل گشت. وی دختر فادیی سارگسیان است. وی همچنین برنده جوایزی همچون جایزه رئیس‌جمهور جمهوری ارمنستان (جایزه پوغوسیان) شد.

## یادداشت
1. ↑  կենսաբանական գիտությունների դոկտոր